# Utës Grigor’eva
Utës Grigor’eva (englische Transkription von russisch Утёс Григорьева Utjos Grigorjewa, deutsch ‚Grigorjewklippe‘) ist ein Kliff im ostantarktischen Coatsland. Am südlichen Ende der Haskard Highlands im westlichen Teil der Shackleton Range ragt es an der Nordwestseite des Guyatt Ridge auf.
Russische Wissenschaftler benannten es. Der Namensgeber ist nicht überliefert.